# Paedophryne
Paedophryne Kraus, 2010 è un genere di rane della famiglia Microhylidae endemico della Nuova Guinea.

## Tassonomia
Comprende le seguenti specie:
- Paedophryne amauensis Rittmeyer, Allison, Gründler, Thompson, and Austin, 2012
- Paedophryne dekot Kraus, 2011
- Paedophryne kathismaphlox Kraus, 2010
- Paedophryne oyatabu Kraus, 2010
- Paedophryne swiftorum Rittmeyer, Allison, Gründler, Thompson, and Austin, 2012
- Paedophryne titan Kraus, 2015
- Paedophryne verrucosa Kraus, 2011